# Błąd przypadkowy
Błąd przypadkowy (błąd losowy) – rodzaj błędu pomiaru, niewynikający z czynników systematycznych, powtarzalnych. Nie można z góry przewidzieć jego wartości w kolejnych pomiarach. Informację na temat skali występowania tego błędu można uzyskać po wykonaniu serii pomiarów i wyliczeniu wybranej miary zróżnicowania rozkładu, np. odchylenia standardowego. 
Występowanie błędów przypadkowych powoduje, że wyniki kolejnych pomiarów zmieniają się w sposób losowy, mimo że mierzona jest ta sama wielkość w warunkach praktycznie niezmiennych. Można je modelować przy pomocy rozkładów statystycznych przykładowo rozkładu normalnego (Gaussa).